# 釈海涛

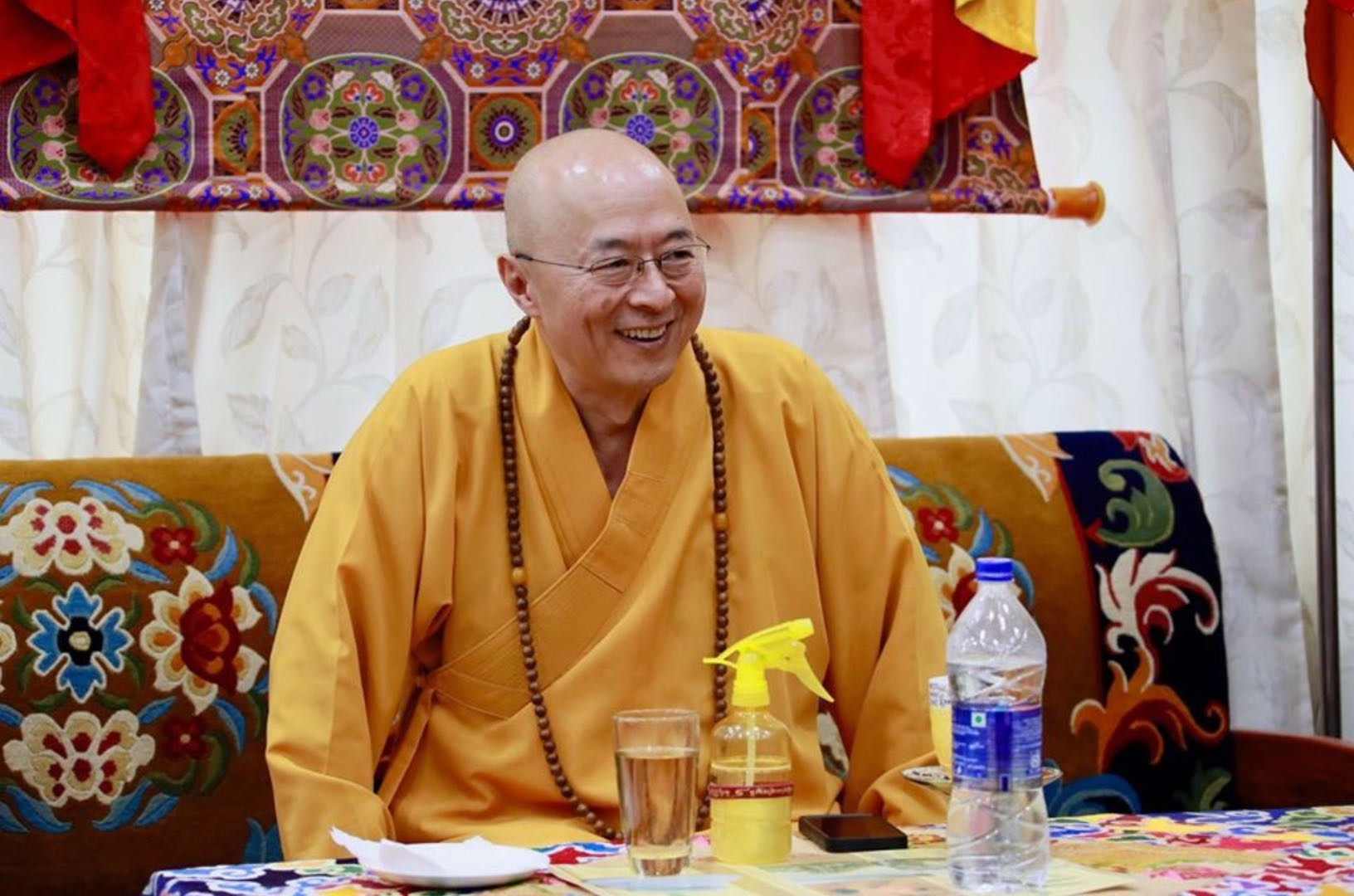
海涛法師　2019年12月　in インド

釈海涛（しゃくかいとう、shihaitao、1958年6月6日 - ）、台湾の仏教僧侶。姓は黄、名は栄享。台北出身。海涛法師と広く呼ばれている。

## 経歴
1958年、台湾の高雄に生まれる。1993年6月に新竹にて出家する。出家後は数十年にわたりテレビ、ラジオ、ネットを通じて心の講義を行い、聖地の参拝や命の大切さ、八斎戒の開催、放生活動に携わっており、社会の人々の育成と仏教への認知活動に携わっている。近年では仏教の各宗派の保護に尽力しており、上座部仏教もしくはチベット仏教などにかかわらず、正しい仏教の教えと考えれば、その保護に乗り出している。

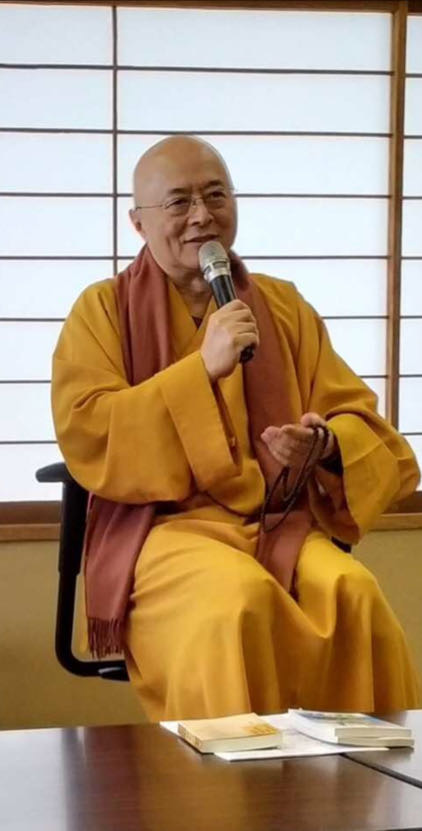
海涛法師　2019年4月　in 日本

海涛法師は幼い頃より、伝統的な宗教の中で育ち、中学高校時代にはキリスト教も学び、それは大学時代まで続いた。結婚し、旅行社を起業したのちには、仕事のなかで人間関係の複雑さを学び、道教も学んだ。子供が一人いる。1982年に中国文化大学で観光学を卒業している。1991年、海涛法師は台北慧日講堂に行った際、慈悲深い仏像と出家の自由自在さを感じ、仏教に帰依した。その後、1992年慈雲寺にて菩薩戒を賜り、1993年に新竹福精厳舎にて出家、2002年11月、香港の観宗寺にて天台宗47代の法脈を継いだ。
出家したのが35歳と遅かったが、それは母親の病気が原因であると語っている。母親がガンになり、その病気を治すために毎日「地蔵菩薩本願経」を唱えた。その結果、母親は回復し、出家することになった。幼い子供と妻と両親を残して出家したのだが、それも執着であるとし、執着を断つのに苦労したことを後に語っている。実の兄がガンになった時には、肉と魚を断つようにすすめ、その後兄は、ガンを克服。ただし治ったらまた食べ始めたと笑い話で語っている（本人も出家した際に肉、魚を食べないようになった。いわゆる精進料理）。父親は日本に滞在したことがあり、本人も日本に何度も行って講義を行っている。富士山の麓にあるお寺に行った際、そこにいた尼さんが自分の前世における母親であると感じ、それを本人に話すとその尼さんは涙したという。
多くの陀羅尼に精通しており、特に大悲心陀羅尼（大悲呪）や准提大明陀羅尼（准胝陀羅尼）、六字真言（六字大明呪）など講義でその奥深さを語っている。海涛法師の講義は非常に人気があり、台湾、中国のみならずマレーシア、シンガポール、アメリカ、ドイツ、日本など世界各地で行われている。現在ではその映像を生命電視台などで流している。また放生活動に特に力をいれており、各地において放生を行っている。
日本とも繋がりがあり、何度も日本を訪れている。基隆の法王寺、法厳寺、恒春の五公寺などの住職。また、生命電視台の館長でもある。